# Nagy-Kopasz
Le Nagy-Kopasz [ˈnɒc ˈkopɒs] est un sommet de Hongrie entre Budapest, Budakeszi, Nagykovácsi et Telki, point culminant des collines de Buda. Zone naturelle protégée, la colline accueille un parc animalier coiffé d'une tour d'observation : Csergezán Pál-kilátó.